# アンリエット・リュシー・ディロン

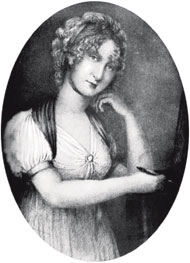
若い頃のラ・トゥール・デュ・パン夫人

アンリエット・リュシー・ディロン（Henriette Lucy Dillon, marquise de La Tour du Pin, 1770年2月25日 パリ - 1853年4月2日 ピサ）は、フランスの貴族女性、宮廷女官、回想録執筆者。ラ・トゥール・デュパン伯爵夫人、のち侯爵夫人。その回想録は、旧体制期の貴族社会、フランス革命、そして第一帝政期のナポレオン宮廷について、ほとんど記録されていなかった歴史の「裏面」に関するユニークな証言を提供している。

## 生涯
ディロン連隊の連隊長アーサー・ディロン伯爵とその最初の妻テレーズ・リュシー・ディロンの間の一人娘。両親は従叔父・従姪の間柄。ディロン家はジャコバイトの王を奉じてブリテン諸島を離れた一群のアイルランド人、いわゆる「ワイルド・ギース」の一員で、フランスに帰化していた。
母は1780年に王妃マリー・アントワネットに気に入られ宮廷女官に引き立てられたが、1782年急死した。父はトバゴ総督となって任地の西インド諸島に移住し、同地で再婚して新しい家庭を持ったため、母方祖母のロース伯爵夫人と大叔父のナルボンヌ大司教アルテュール・リシャール・ディロンの世話で育った。1787年5月21日、16歳でラ・トゥール・デュ・パン侯爵の長男ラ・トゥール・デュ・パン伯爵と結婚。結婚後すぐに、母が生前務めた員外の宮廷女官（dame du palais surnuméraire）に任命され、フランス革命が起きる1789年まで務めた。
革命時には、最後の三部会、ヴェルサイユ行進及び大恐怖などを目の当たりにした。1791年10月から1792年3月までデン・ハーグ駐在大使を務めた夫に従いオランダに滞在し、1792年12月フランスに帰国した。恐怖政治下では大勢の友人や親類縁者が処刑される中、身の危険を感じてパリを離れ、ジロンド県キュブザック＝レ＝ポンの所領に避難している。1793年夏、所領は革命政府に没収され、伯爵夫妻は投獄されたが、テレーズ・カバリュスの助力で解放された。
解放後、一家はすぐさまアメリカ合衆国アップステート・ニューヨークのオールバニに移住し、農業を始めた。この地で彼女は生涯最良の穏やかな日々を過ごし、それを日記に記録した。リュシーの日記には、米国の奴隷所有の実態や、地元のオランダ人家族及びかなり人数の減っていた先住民との交流の日々が生き生きと描かれた。また、同じく米国亡命中だったタレーランとも親しく付き合った。
総裁政府成立後の1796年、リュシーは夫の政治的キャリア及び国内に残した資産を守るために、一家でフランスに帰国した。旧貴族出身者を重用するナポレオンの下で夫は外交官として要職を占めた。そのおかげでリュシーは第一帝政期の宮廷における様々な出来事を宮廷内部で目の当たりにし、回想録に記録した。
1832年、ベリー公爵夫人を中心としてレジティミストが起こしたヴァンデ県の反乱に息子が加担していたために、オルレアン派の政府から睨まれることになり、財産を処分して夫と共にフランス国外に退去、各国を転々としつつ余生を送った。

## 死後
リュシーの回想録『ある女性の半世紀の記録（ Mémoires d'une femme de cinquante ans）』は、50歳を過ぎてから息子に宛てた手紙の形で執筆された。家族がこの回想録を公表したのは彼女の死後50年以上が経った1906年のことだった。
ジャーナリストのキャロライン・ムーアヘッド（アラン・ムーアヘッドの娘）は、2009年にリュシーに関する伝記を出版した。

## 引用・脚注
1. ↑  Madame de la Tour du Pin (1999). Memoirs, laughing and dancing our way to the precipice. Harvill. ISBN 978-1-86046-548-2
2. ↑  Caroline Moorehead (2009). Dancing to the Precipice: The Life of Lucie de la Tour Du Pin, Eyewitness to an Era. HarperCollins. ISBN 978-0-06-168441-8